# Pentax SFXn
Pentax «SFXn» (В США известен под названием «SF1n») — малоформатный однообъективный зеркальный фотоаппарат с автофокусом, производившийся с 1989 до 1993 года в тёмно-сером исполнении.

## Основные характеристики
- Режимы: M(ручной), Av(приоритета диафрагмы), Tv (приоритет выдержки), P(режим программной линии) Pdepth и Pspeed (Режимы программной линии. Экспокоррекция реализуется, соответственно, путём изменения положения диафрагмы или выдержки).
- Встроенный экспонометр.
- Экспокоррекция ±4 EV с шагом — ½ EV.
- Блокировка экспозиции.
- Автоспуск — 12 с. Кроме стандартного автоспуска у этой камеры есть автоспуск с многократным срабатыванием. По истечении времени таймера, камера делает 3 кадра с задержкой между ними в 2 секунды.
- Электронный затвор из металлических штор с вертикальным ходом 30 — 1/4000 с, В.
- Выдержка синхронизации — 1/125 с.
- Питание 6 Вольт 2CR5. возможна установка батарейной ручки «SF» с 4 элементами AA.
- Моторная протяжка плёнки с возможностью серийной съемки до 2,2 к/с.
- Отображение выдержки в видоискателе.
- ЖКИ-дисплей над видоискателем.

## Совместимость
«SFXn» может работать с любыми объективами Pentax. Необходимо учесть лишь несколько нюансов:
- существуют объективы рассчитанные для использования с APS-C-камерами. Такие объективы дадут сильнейшее виньетирование;
- с объективами оснащёнными креплением KAF3 и KF не будет работать автофокус. Подтверждение фокусировки работать будет.